# Madame et son flirt
Pour plus de détails, voir Fiche technique et Distribution.
Madame et son flirt est un film français réalisé par Jean de Marguenat, sorti en 1946.

## Fiche technique
- Titre : Madame et son flirt
- Réalisation : Jean de Marguenat
- Scénario : Jean de Marguenat, d'après Cousine Léa, roman d'Henri Falk
- Dialogues : Michel Duran
- Photographie : René Colas
- Décors : Maurice Colasson
- Son : André Le Baut
- Musique : Louis Gasté
- Société de production : Les Films Lutétia
- Pays d'origine : France
- Format : Noir et blanc - 35 mm - 1,37:1
- Durée : 104 minutes
- Date de sortie : 3 avril 1946

## Distribution
- Giselle Pascal : Claudette
- Andrex : Gérard
- Denise Grey : Léa
- Robert Dhéry : Yves
- Jeanne Fusier-Gir : la vraie Léa
- Jean Dunot : Justin
- Jacky Flynt : la danseuse
- Josette Daydé : Marie-Lou
- Geneviève Morel : la patronne
- Lucien Jeunesse